# 長白府
長白府，清朝末期设置的府，属于奉天省。
光绪三十四年（1908年），分临江县和吉林省长白山北麓龙冈之后地设長白府，治塔甸（今吉林省长白朝鲜族自治县长白镇）。宣统元年（1909年），下辖安图县、抚松县。中华民国二年（1913年）废長白府，改置长白县。